# Lemony Snicket - O serie de evenimente nefericite
Lemony Snicket - O serie de evenimente nefericite (titlu original: Lemony Snicket's A Series of Unfortunate Events) este un film american din 2004 regizat de Brad Silberling. Este creat în genurile aventuri, comedie neagră. Rolurile principale au fost interpretate de actorii Jim Carrey, Liam Aiken, Emily Browning, Timothy Spall, Catherine O'Hara, Billy Connolly, Cedric the Entertainer, Luis Guzmán, Jennifer Coolidge și Meryl Streep. Scenariul este scris de Robert Gordon pe baza unei serii de romane ale lui Lemony Snicket, A Series of Unfortunate Events.

## Distribuție
- Jim Carrey - Count Olaf
- Liam Aiken - Klaus Baudelaire
- Emily Browning - Violet Baudelaire
- Kara și  Shelby Hoffman - Sunny Baudelaire
- Jude Law - Lemony Snicket
- Timothy Spall - Arthur Poe
- Billy Connolly - Dr. Montgomery Montgomery
- Meryl Streep - Josephine Anwhistle
- Catherine O'Hara - Justice Strauss
- Cedric the Entertainer -  Constable, detectiv scetic.
- Luis Guzmán -  Bald-Headed Man
- Jamie Harris -  Hook-Handed Man
- Craig Ferguson -  Person of Indeterminate Gender
- Jennifer Coolidge and Jane Adams -  White-Faced Women
- Fred Gallo - Judge Gallo
- Deborah Theaker - Mrs. Poe
- Rick Heinrichs și Amy Brenneman (nem.) - Bertrand și Beatrice Baudelaire
- Dustin Hoffman (nem.) -  Critic

## Producție
Filmările au avut loc în octombrie 2003. Cheltuielile de producție s-au ridicat la 140-142 milioane $.

## Lansare și primire
A avut încasări de 211,5 milioane $.